# Peñaflor de Hornija (kommunhuvudort)
Peñaflor de Hornija är en kommunhuvudort i Spanien.   Den ligger i provinsen Provincia de Valladolid och regionen Kastilien och Leon, i den centrala delen av landet, 180 km nordväst om huvudstaden Madrid. Peñaflor de Hornija ligger 842 meter över havet och antalet invånare är 409.
Terrängen runt Peñaflor de Hornija är platt. Runt Peñaflor de Hornija är det glesbefolkat, med 12 invånare per kvadratkilometer. Närmaste större samhälle är Arroyo, 19,2 km sydost om Peñaflor de Hornija. Trakten runt Peñaflor de Hornija består till största delen av jordbruksmark.